# Nuit 1
Pour plus de détails, voir Fiche technique et Distribution.
Nuit #1 est le premier long métrage québécois réalisé par Anne Émond, sorti en décembre 2011.

## Synopsis
Clara rencontre Nikolaï dans un rave party et, au milieu de la nuit, rentre chez lui où ils font l'amour. Le reste de la nuit, ils se confient l'un et l'autre.

## Fiche technique
- Titre : Nuit #1
- Scénario et réalisation : Anne Émond
- Producteur : Nancy Grant
- Producteur associé : Sylvain Corbeil
- Photographie : Mathieu Laverdière
- Montage : Mathieu Bouchard-Malo
- Conception sonore : Simon Gervais
- Musique : Martin M. Tétreault
- Direction artistique : Éric Barbeau
- Costumes : Yola Van Leeuwenkamp
- Pays :  Canada ( Québec)
- Genre : Drame
- Durée : 91 minutes
- Sortie :
  -  Belgique : 7 novembre 2012

## Distribution
- Catherine De Léan : Clara
- Dimitri Storoge : Nikolaï
- Véronique Rebizov : enfant #1
- Raphaël Boulanger : enfant #1
- Mika Pluviose : enfant #1
- Maïsa Bastien : enfant #1

## Citations
Le film cite de longs extraits du livre d'Hubert Aquin, Prochain Épisode.

## Distinctions

### Nominations
- 2012 : Prix Jutra de la meilleure réalisation à Anne Émond
- 2012 : Prix Jutra de la meilleure actrice à Catherine De Léan
- 2012 : Prix Génie de la meilleure actrice à Catherine De Léan
- 2012 : Prix Génie du meilleur scénario original à Anne Émond
- 2012 : Prix Claude Jutra du meilleur film à Nancy Grant et Sylvain Corbeil

### Récompenses
- 2011 : Shaw Media Award du film canadien au Vancouver International Film Festival à Anne Émond
- 2011 : Grand prix du Jury au 25e Festival international du cinéma francophone en Acadie Anne Émond
- 2011 : Meilleur film au 25e Festival international du cinéma francophone en Acadie à Nancy Grant & Sylvain Corbeil
- 2012 : Pyrénée de la meilleure actrice au Festival international du Film de Pau à  Catherine De Léan
- 2012 : Meilleur premier film canadien au Toronto International Film Festival à Anne Émond
- 2012 : Mention spéciale au Taipei Film Festival à Anne Émond